# 陳蕊蕊
陳蕊蕊（英語：Yuri Chan Yui Yui，1984年9月8日—），別名蕊蕊，香港女歌手、演員及前舞蹈員，2004至2009年間曾為無綫電視旗下舞蹈藝員。

## 簡歷
陳蕊蕊有一個姊姊，中學時就讀樂善堂梁植偉紀念中學，其後畢業於EF國際語言學校（倫敦分校），主修語言為英語。2004年，她入讀無綫電視第9期舞蹈藝員訓練班，並簽約無綫電視；2009年因演出該台綜藝節目《耳分高下》，且擔任「Sing之天使」其一「柑桔」而漸漸受人注目。她於同年11月約滿後則轉投唱片公司「自由行娛樂（Freeway Entertainment）」，經理人是漢洋，並簡化藝名為「蕊蕊」；2011年2月發表首支派台歌曲《Make Up Baby》，2014年4月與鄧詠雪、陶枳樽和何麗娟組成女子歌唱組合「HunterZ」，曾奪得《新城勁爆頒獎禮2014》「新城勁爆新人王 - 跳唱組合」及《華語金曲獎2014》「優秀跳唱組合」兩個獎項，但後來無以為繼，故成立不足兩年便解散。
至2016年5月初，陳蕊蕊離開自由行娛樂和簽約新公司，2017年便開始擔任帛琉美人魚大使以宣揚海洋保育，同年又投資逾十萬元跟友人開辦「香港美人魚明星學院」，提供美人魚泳術課程和舉辦慈善選美比賽；2019年亦在旺角銀城廣場「香港跳蚤市場」裡開設格仔舖售賣首飾及護膚品。2020年，她受新冠肺炎疫情影響而無法到內地登台，故此一度在朋友的花店內兼職、網上直播帶貨以維持生計，並計劃考取國際花藝師牌照。

## 感情生活
陳蕊蕊於2013年初與周秀娜前任男友陳偉成（Avis）交往半年後分手，同年8月再跟台灣藝人金剛開始交往，但兩人在2016年4月因性格不合而結束戀情。2019年6月，她又與從事飲食業的圈外人交往，於2023年結婚。

## 演出作品

### 電視劇（無綫電視）
| 首播   | 劇名       | 角色                           |
| 2009年 | 桌球天王   | 「Cue Power」美女客人（第1集） |
| 2009年 | 桌球天王   | 沙灘泳裝美女（第7集）          |
| 2009年 | 南華夢飛翔 | 啦啦隊隊員                     |
| 2009年 | 畢打自己人 | 柑 桔（第239集）               |
| 2009年 | 畢打自己人 | 洪樹霖（第280集）              |

### 綜藝節目（無綫電視）
| 首播   | 節目名                | 備註                                             |
| 2005年 | 名曲滿天星            | 舞蹈員                                           |
| 2009年 | 耳分高下              | Sing之天使 ——「桔」                              |
| 2009年 | 美女廚房              | 美味天使 ——「桔」                                |
| 2009年 | 今日VIP               | 7月8日嘉賓                                       |
| 2010年 | 荃加福祿壽            | 第7集表演者                                      |
| 2010年 | 飲食天王頒獎禮2010    | 表演者                                           |
| 2010年 | 兄弟幫                | 第103、104、113、114集嘉賓                       |
| 2010年 | 萬千星輝賀台慶        | 第43屆嘉賓                                       |
| 2011年 | 華麗明星賽            | 第1集嘉賓                                        |
| 2011年 | 360˚音樂無邊          | 第104集嘉賓                                      |
| 2011年 | 都市閒情              | 4月13日、10月19日嘉賓                            |
| 2011年 | 激優一族              | 第125集嘉賓                                      |
| 2011年 | 姊妹淘                | 第一輯 第7集嘉賓                                 |
| 2011年 | 勁歌金曲              | 表演者                                           |
| 2011年 | 千奇百趣省港澳        | 第13集嘉賓                                       |
| 2012年 | 人生80勁楓Show        | 嘉賓                                             |
| 2012年 | Music Café            | 第59集嘉賓                                       |
| 2012年 | 巨聲工房              | 第380、381集嘉賓                                 |
| 2012年 | 360˚                  | 第30、41、53、95集嘉賓                           |
| 2012年 | 翡翠歌星紅白鬥        | 紅隊成員                                         |
| 2013年 | 無間音樂              | 5月31日、12月？日嘉賓                            |
| 2013年 | 超級無敵獎門人 終極篇 | 第19集嘉賓                                       |
| 2014年 | 兄弟幫                | 第1167、1168集嘉賓                               |
| 2014年 | 姊妹淘                | 第五輯 第8、10集嘉賓 (以「HunterZ」成員身份演出) |
| 2015年 | 超強選擇1分鐘         | 第8集嘉賓                                        |

### 主持節目（無綫電視）
| 首播   | 節目名   | 備註                                |
| 2010年 | 上海闖蕩 | 與賈曉晨和沈震軒                    |
| 2018年 | 3日2夜   | 第二輯 第11、12集與歐陽巧瑩一同主持 |

### 電影
| 首映   | 電影名                                                | 角色                      |
| 2010年 | 72家租客                                              | 青 衣（貴賓房電話推銷員） |
| 2011年 | 喜愛夜蒲                                              | 蒲 友                     |
| 2014年 | 奇緣灰姑娘                                            | 售貨員                    |
| 2016年 | 美（勵）匯聚十二星座（微電影） （页面存档备份，存于） | Amanda（射手座）          |
| 2018年 | 舞可能                                                | 阿 思                     |
| 2020年 | 母夜叉                                                | Sita                      |
| 2020年 | 金袍拳王（內地電影）                                  | 珀 妮                     |
| 2020年 | 下一秒，追到你（微電影）                              |                           |
| 未上映 | 浪人神探（內地電影）                                  |                           |
| 未上映 | 江湖三傻（內地電影）                                  | 會所女客人                |
| 未上映 | 100分女人                                             |                           |
| 未上映 | 九尾狐（內地電影）                                    | 文 倩                     |

### 舞台劇
| 首演             | 劇名       | 角色             |
| 2020年9月4 - 6日 | 戀上12星座 | 周霜兒（雙魚座） |

### 音樂錄像
| 年份   | 歌名                        | 歌手           |
| 2009年 | 披星戴月                    | 張敬軒         |
| 2009年 | 細味                        | Soler          |
| 2009年 | Never Said Goodbye（TVB版） | 麥浚龍         |
| 2009年 | 一刀了斷                    | 胡杏兒、張智霖 |
| 2009年 | 愛·過                       | 胡杏兒、張智霖 |

### 曾參與演唱會
| 日期                           | 演唱會名                              | 備註                 |
| 2002年9月13日 - 2003年1月19日  | Ichiban興奮演唱會                     | 以「舞蹈員」身份演出 |
| 2003年12月31日 - 2004年7月24日 | 零四好玩演唱會                        | 以「舞蹈員」身份演出 |
| 2004年12月19日                 | 星Mobile超時空接觸演唱會              | 以「舞蹈員」身份演出 |
| 2005年12月15 - 18日            | 金曲情牽半世紀演唱會                  | 以「舞蹈員」身份演出 |
| 2005年12月31日                 | TVB冬日群星音樂會                     | 以「舞蹈員」身份演出 |
| 2006年1月19日                  | 泰林吳卓羲火熱登場音樂會              | 以「舞蹈員」身份演出 |
| 2006年10月21日                 | 10×10我至愛演唱會                     | 以「舞蹈員」身份演出 |
| 2007年3月31日                  | 紫荊龍情在廣東                        | 以「舞蹈員」身份演出 |
| 2007年4月8日                   | 許冠傑繼續微笑會歌神巡迴演唱會        | 以「舞蹈員」身份演出 |
| 2007年8月1、2日                | 關菊英溏心演唱會                      | 以「舞蹈員」身份演出 |
| 2007年8月25日                  | 梁詠琪本色上海演唱會                  | 以「舞蹈員」身份演出 |
| 2007年12月21日                 | 澳門摩卡會呈獻：梁詠琪本‧色演唱會2007 | 以「舞蹈員」身份演出 |
| 2011年8月6日                   | 何潤東 & AK香港音樂會                 | 以「舞蹈員」身份演出 |
| 2016年6月10日                  | 家駒...愛心延續慈善演唱會2016         | 以「歌手」身份演出   |

### 廣告
| 年份   | 產品                                                               |
| 2007年 | SK-II 化妝品                                                       |
| 2007年 | Rejoice 洗頭水                                                     |
| 2009年 | 雀巢「蘆薈粒雪梨茶」                                               |
| 2009年 | 纖形22「EASY DANCE」 （页面存档备份，存于）                        |
| 2009年 | 羽壽司 （页面存档备份，存于）                                      |
| 2010年 | COMPASS大亨「簽又賺 拍又賺 超級易賺即享錢」 （页面存档备份，存于） |

### 電台節目
- 2016年6月21日：IBHK《娛樂程報》

### 其他
- 2014年：《東網Baby夏日水着》 第13集[23]
- 2015年：《東網Baby夏日心動》 第1集[24]
- 2016年：《東網Baby大作戰》 第1集[25]

## 音樂作品

### 個人專輯
| 專輯 # | 專輯名稱     | 專輯類型 | 發行公司        | 發行日期       | 曲目 |
| 1st    | Make Up Baby | 迷你專輯 | Freeway環星音樂 | 2011年11月18日 | 曲目 1. Make Up Baby 2. 波斯貓 3. 傷人舞 4. 蛻變蝴蝶 5. Make Up Baby（MMO 伴唱音樂） 6. 波斯貓（MMO 伴唱音樂） 7. 傷人舞（MMO 伴唱音樂） 8. 蛻變蝴蝶（MMO 伴唱音樂） |

## 派台歌曲成績
| 派台歌曲成績 | 派台歌曲成績 | 派台歌曲成績 | 派台歌曲成績 | 派台歌曲成績 | 派台歌曲成績 | 派台歌曲成績                                     |
| ------------ | ------------ | ------------ | ------------ | ------------ | ------------ | ------------------------------------------------ |
| 唱片         | 歌曲         | 903          | RTHK         | 997          | TVB          | 備註                                             |
| 2011年       |              |              |              |              |              |                                                  |
| Make Up Baby | Make Up Baby | -            | -            | 7            | -            |                                                  |
| Make Up Baby | 波斯貓       | -            | 15           | 7            | 4            | Featuring Super Gear 翻唱羅文歌曲                |
| 2012年       |              |              |              |              |              |                                                  |
| Make Up Baby | 傷人舞       | -            | -            | -            | -            |                                                  |
|              | 不做公主     | -            | -            | 5            | 6            | Featuring Super Gear                             |
| 2013年       |              |              |              |              |              |                                                  |
|              | 戀愛觀光禮   | -            | -            | 4            | 8            |                                                  |
| 2016年       |              |              |              |              |              |                                                  |
|              | 延續         | -            | -            | -            | -            | 群星合唱 《家駒...愛心延續慈善演唱會2016》主題曲 |

| 903 | RTHK | 997 | TVB | 備註              |
| 0   | 0    | 0   | 0   | 四台冠軍歌總數：0 |

- （*）表示歌曲仍在榜上
- 粗體表示冠軍歌

## 書籍

### 寫真集
| 日期          | 書名                                                 | 國際標準書號        |
| 2009年7月22日 | 美味天使寫真集《Tastes of Angels》（六格天使封面）   | ISBN BF200967       |
| 2009年7月22日 | 美味天使寫真集《Tastes of Angels》（天使在水中封面） | ISBN 48934260013199 |
| 2014年7月16日 | 《Beauty Yuri：It was beauty that killed the beast》 | ISBN 9789881346445  |

## 曾獲獎項
| 年份   | 獎項                                                | 結果 |
| 2009年 | Elite Dragon Icon Model - Performance Award         | 獲獎 |
| 2011年 | U Channel - 2011 Youth 最喜愛女新人獎               | 獲獎 |
| 2011年 | 新城勁爆頒獎禮2011 - 新城勁爆跳舞歌曲《波斯貓》     | 獲獎 |
| 2012年 | 新城勁爆頒獎禮2012 - 新城勁爆跳舞歌曲《不做公主》   | 獲獎 |
| 2013年 | 新城勁爆頒獎禮2013 - 新城勁爆跳舞歌曲《戀愛觀光禮》 | 獲獎 |

## 外部連結
- 陳蕊蕊的新浪微博
- 陳蕊蕊的Facebook專頁 1
- 陳蕊蕊的Facebook專頁 2
- 陳蕊蕊的Instagram帳戶
- 陳蕊蕊在香港影庫上的簡介